# Colonia el Guayabo
Colonia el Guayabo är en ort i Mexiko.   Den ligger i kommunen Irapuato och delstaten Guanajuato, i den centrala delen av landet, 270 km nordväst om huvudstaden Mexico City. Colonia el Guayabo ligger 1 715 meter över havet och antalet invånare är 112.
Terrängen runt Colonia el Guayabo är platt åt sydost, men åt nordväst är den kuperad. Runt Colonia el Guayabo är det ganska tätbefolkat, med 199 invånare per kvadratkilometer. Närmaste större samhälle är Irapuato, 7,3 km nordost om Colonia el Guayabo. Trakten runt Colonia el Guayabo består till största delen av jordbruksmark.